# Crunoecia monospina
Crunoecia monospina är en nattsländeart som beskrevs av Lazar Botosaneanu 1960. Crunoecia monospina ingår i släktet Crunoecia och familjen kantrörsnattsländor. Inga underarter finns listade i Catalogue of Life.